# Szláv népek
A szláv népek a szláv nyelveket beszélő népek összefoglaló elnevezése.

## Aszlávszóetimológiája
A szlávokat bizánci történetírók a 6-7. században Sklabenoi és Antoi neveken említik, Iordanes latin nyelvű Geticájában pedig Sclaveni, Venethi és Antes neveket használ különböző csoportjaikra. Korabeli arab források pedig a szaklab (tbsz. szakáliba) formát alkalmazzák. Ezek egy része kapcsolatban áll a szlávok önelnevezésével: Slovene. Ezzel a szóval kapcsolatban gyakran felvetődik az a téves etimológia, miszerint ez a Slava=dicsőség szóból származna. Ez az értelmezés azonban tudományosan nem állja meg a helyét, hanem a 18-19. századi nemzeti mozgalmak romantikus szemléletének gyümölcse.
A slow- szógyök eredetileg többjelentésű volt. Az egyik jelentést a slava=dicsőség szó vitte tovább, a másik a slovo=szó alakban található. Az utóbbi lehetséges értelmezés szerint a szlávok ezzel azt fejezték ki, hogy érthető nyelven beszélnek, ellentétben az idegenekkel, akiket nem értettek, ezért nyemec=némának neveztek – ami a mai szláv nyelvekben a német-et jelenti (és a magyarba is innen került mindkét szó).
A nyelvtudomány mai állása szerint azonban egy harmadik értelmezés a legvalószínűbb, mert a slow- gyök mocsarat is jelentett, az -en eredetjelzővel együtt pedig a mocsarak között lakó értelmezést kapjuk, ami megfelel az ősi szláv települési területeknek.
Ami az antokat és venéteket illeti, egyelőre nem tudni, a szlávok melyik csoportjaira vonatkozhattak ezek, a valószínűleg kívülállók által adott elnevezések. Ebben a korban a szlávok még nemzetségi szervezetben éltek. A törzsek mint mesterségesen szervezett, politikai alakulatként is értelmezhető szervezetek csak később, a szétvándorlás előtt jöttek létre.

## Őstörténetük

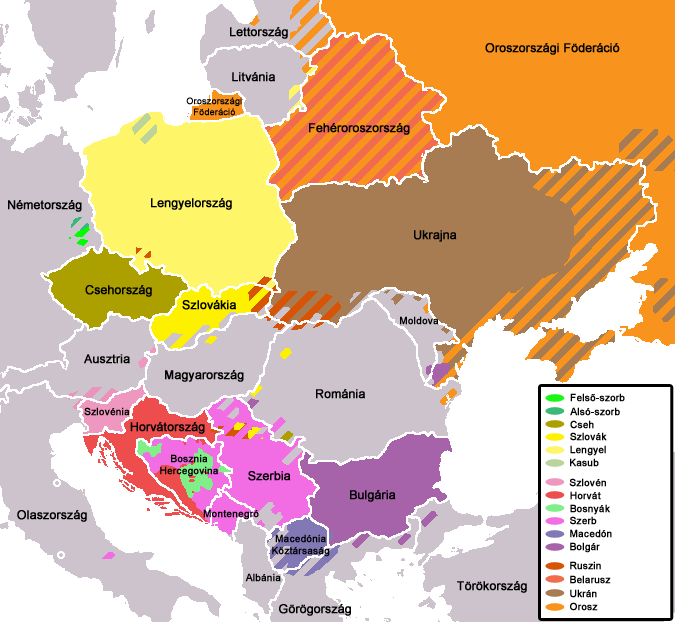
A szláv nyelvek európai eloszlásának térképe

A napjainkban leginkább elfogadott elmélet szerint az indoeurópai eredetű szláv népek őshazája Belarusszia és talán Észak-Ukrajna lehetett, bár a korábbi szakirodalomban ettől eltérő – a Kárpátoktól északra, az Oderától a Dnyeperig húzódó – őshaza-rekonstrukciókat is ismerünk. Mindezek az őshazaelméletek azon alapulnak, hogy a szlávok kialakulását mocsaras környezethez kötik, de régészetileg egyelőre egyik sem igazolt. Egy harmadik -minden szempontból kalandos, az Orosz Őskrónikán alapuló - elképzelés szerint a szláv őshaza a Kárpát-medence volt, ahonnan az avarok érkezése szorította ki a szlávokat. Azonban ez a verzió egyrészt minden a Kárpát-medencére vonatkozó ókori forrásnak ellentmond, medencénkben az ókorban és a középkor kezdetén nem ismertek szlávokat, csak pannonokat, szkíta, kelta népeket, a római birodalom latin és vegyes nyelvű betelepedettjeit, germán, török (hun, avar) népeket és csak utánuk jelennek meg a szlávok. A helybeli eredetű pannonok kivételével ezek a népek mind betelepedett, gentilis életmódot folytató felső-réteget képeztek. Pannon-medencebeli szlávokról először Paulus diakónusnál olvashatunk, az ő bizonysága szerint 595-ben - avar fennhatóság alatt - már voltak szlávok a felső Dráva-völgyben (Paul. Diac. IV. 10). A szlávok minden ókori forrás szerint Idősebb Plinius, Tacitus, Iordanes A Visztulától keletre és a Balti-tenger közelében alakultak ki, kialakulásuk centrumát a Pripjaty-folyó mocsaras vidéke képezte. A szlávok Kárpát-medencei eredete természetesen régészetileg sem igazolható, de hamis őshaza elképzelésükről egyes szlavofil képviselőik még a XIX. században is meg lehettek ugyan győződve, de az tarthatatlan és több kérdést is fölvet.
A törzsi szervezetben élő szlávokat innen valószínűleg a szomszédos germán népek elvándorlása mozdította ki; beköltöztek az elnéptelenedett területekre. Az is felmerült, hogy a bizánci írók a Sclavenoi népnevet egyfajta gyűjtőfogalomként használták, továbbá a kelet-európai szláv népmozgás másként és lassabban zajlott, mint feltételezték (tekintettel a germán népelemekre és a steppevidék török népeire).
A szláv népvándorlás a 6. század végén kezdődött és elsősorban nyugati és déli irányú volt. A mai szláv népek ekkor még nem alakultak ki, nagyszámú törzs vett részt a vándorlásban. Nagy változást jelentett a szlávság történetében az avarok betelepülése a Kárpát-medencébe (568): Bizánc meggyengítésével és a balkáni védelmi vonalak áttörésével elősegítették a dél felé vándorlást. E mozgások eredményeként a szláv törzsek fejlődése szétvált, és három csoportjuk alakult ki: előbb keleti és nyugati, majd a nyugatiból kiváló déli.

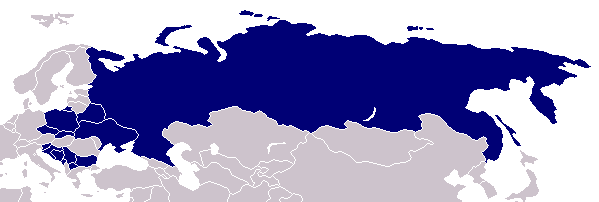
Szláv népek

## Nyugati szlávok

### Lengyelek
A Visztula menti szláv törzseket Piast-nemzetségből száramzó I. Mieszko (969-992) fejedelem fogta össze kíséretére támaszkodva. A csehekhez hasonlóan szembekerült a németekkel. A lengyelek váltakozó eredménnyel harcoltak ugyan, de megvédték függetlenségüket. 966-ban beengedte a német hittérítőket, és csatlakozott a római egyházhoz. Mieszko fia, I. (Vitéz) Boleszláv (Bolesław Chrobry, 992-1025) a németekkel szemben sikereket ért el, és 1000-ben Gnieznóban önálló lengyel érsekséget hozott létre. Ennek köszönhetően a lengyel egyház közvetlenül a pápa felügyelete alá került, és függetlenedett a Német-római Birodalomtól. Boleszláv 1025-ben királlyá koronáztatta magát, ami a lengyel állam növekvő erejét mutatta. A térségben Magyarország mellett Lengyelország is az önálló fejlődés útjára lépett.

### Csehek
A morvák bukását követően a Cseh-medence szláv törzseit a Přemysl vezértől származó fejedelmek (például Szent Vencel) egyesítették. I. Boleszláv (935-964) fölvetette népével a nyugati kereszténységet, és támogatta az egyházat, amely hatalmának támaszává vált. Egyházi és államszervezetük azonban nem tudott függetlenedni a német egyháztól, püspökségük (Prága) csak a század második felében jött létre (973), de az is a mainzi érsekség felügyelete alá tartozott.

### Szlovákok
A nyugati szlávok közül az elsők között Pribina fejedelemsége jött létre a mai Szlovákia területén, Nitrava (Nyitra) központtal. 828-ban Pribina egy templomot is felszenteltetett Nyitrán. A felszentelésen részt vett Adalramus salzburgi püspök, aki ezt az eseményt feljegyezte. A morva fejedelemség 833 körül elfoglalta Pribina országát, őt és fiát elűzték. Pribina fiával, Kocel herceggel menedéket keresett. A frankok vazallusaként később Zalavár környékét szerezte meg (Blatnograd).
A mai szlovákok ősei több szláv elem összeolvadásából alakultak ki a késő középkor folyamán a Magyar Királyság területén. Etnogenezisükben alapvetően három szláv népcsoport vett részt: a 12. század végétől betelepülő morvák, oroszok és kisebb részben lengyelek.[forrás?] Egyetlen történeti forrás sem igazolja, hogy a Vág és Nyitra völgyében élő morva csoportok megérték volna a Magyar Királyságot. A szlovákok elődeinek nem volt sem közös nyelvük, sem közös nemzettudatuk, a szlovák kifejezés is csak a 18. században jelent meg először. Az egykori tót megnevezés mai pejoratív értelmű használata mellett a szlováktól különböző történeti jelentést is hordoz. A különböző származás miatt a szlovák tájszólások akár a meg nem érthetőség szintjéig különböznek egymástól még ma is. A szlovák értelmiségiek (papok és tanítók) a 19. század folyamán dolgozták ki a szlovák irodalmi nyelv és nemzettudat elemeit. A magyar szabadságharc alatt az osztrák udvar még csak a szlovákság kis csoportját tudta szembefordítani a magyarsággal és a reformtörekvésekkel. A magyar politikai elit az osztrák-magyar kiegyezést követően, a magyar állameszmét követve magyarosító politikát folytatott, és végleg elidegenítette a szlovák politikai szereplőket a közös hazától. Csehszlovákia létrejöttével a csehszlovák és a szlovák nemzeti eszme is felerősödött, de igazán csak az 1950-es évektől meginduló urbanizáció nyomán jutottak el a lakosság döntő többségéhez.

### Morvák
A morvák hoztak létre tartós államot a Frank Birodalom határterületén, a Morva folyó völgyében, a 9. században, I. Mojmir vezetésével. A frank befolyás ellensúlyozására bizánci térítőket hívtak be. Cirill és Metód tevékenysége nyomán önálló szláv nyelvű egyház jött létre, külön a morvák nyelvéhez igazodó írással. Morvaország fénykorát Szvatopluk (870-894) fejedelem alatt élte, aki jó viszonyra törekedett a nyugattal, elüldöztette a keleti térítőket, és országával együtt a római katolikus egyházhoz csatlakozott. Hatalmát kiterjesztette a környező szláv területekre: a Cseh-medencére és a Kárpát-medence északnyugati részére. Szvatopluk halálát követően fiai között harc indult a hatalomért, és a magyarok és frankok együttes támadása elsöpörte államukat.

### Kasubok
Lengyelország északnyugati vidékén élő népcsoport, a Lengyelországban élők száma közel 5000-re tehető.

### Szorbok
A felsőszorbot Bautzen, az alsószorbot Cottbus környékén beszélik. Az alsószorbban lengyel hatás, míg a felsőszorbban cseh hatás figyelhető meg. Egyes adatok szerint a két nyelvet kb. 150 ezer ember beszéli Németországban.

### Sziléziai nyelv
A sziléziai nyelv vagy sziléz nyelv (sziléziaiul ślůnsko godka, lengyelül: język śląski) nyugati szláv nyelv, amelyet Sziléziában (a mai Lengyelország, Csehország és Németország területén) beszélnek. A 2002-es népszámlálás szerint 509 000 ember tekinti anyanyelvének a szilézt, ez természetesen nem jelenti azt, hogy ennyi is a beszélők száma. Más szilézeknek viszont ez csupáncsak nyelvjárás, ezért ők a lengyelt jelölték meg anyanyelvüknek. A szilézek teljes létszámát becslések 960 ezer főre teszik.
Vitatott, hogy tekinthető-e önálló nyelvnek. A nyelvészek egy része szerint csak a lengyel nyelv egy nyelvjárása. Németek nem ismerik el nyelvként, ezért náluk is csak lengyel dialektusnak van besorolva.
2012-ben felmerült, hogy regionális nyelvvé nyilvánítanák a szilézt.

## Délszlávok
A Balkánon illír és trák eredetű romanizált lakosság, valamint görögök éltek, ez a lakosság részben latinul, részben pedig a közös görög nyelven beszélt.
582-ben az avarok szétzúzták a Balkán északi határát védő bizánci erődrendszert. Az avarok nyomában szláv lakosság szivárgott be a Balkánra. Ők voltak a korai délszlávok, de csak a 8. század közepétől tudunk egyértelműen megnevezni népeket.

### Szerbek
A szerbek a Dunától délre eső területeken telepedtek le a 7. század végén. A 9. században lettek ortodoxok Cirill és Metód tanító- és szervezőmunkája révén. A terület a középkorban a Török Birodalom része lett. 1878 óta függetlenek.

### Bolgárok
Az első szláv államalakulat a Balkánon jött létre a 7. század végén (681). Az itt élő szláv törzseket a török eredetű nomád bolgár (bolgártörök) törzsek  meghódították, és ezzel összefogták őket. A bolgártörökök létszáma azonban csekély volt a szlávokéhoz képest, ezért rövidesen teljesen beolvadtak a szláv népességbe. I. Mihály (9. század) népével felvetette a kereszténységet (865). Uralkodása alatt jött létre a ortodox kereszténységen belül a szláv nyelvű egyház, Cirill és Metód tanító- és szervezőmunkája révén. A szertartások nyelvévé a görög helyett a szlávot tették, és létrehozták a cirill ábécét. A későbbiek folyamán több rokon nép is a kereszténység e változatát vette fel. A bolgár állam fénykorát I. Simeon uralkodása alatt (893-927) élte, amikor szinte az egész Balkán-félsziget országához tartozott. Felvette a cári (császári) címet, és már Bizánc elfoglalásával kísérletezett, de nem járt sikerrel. Bizánc a Fekete-tengertől északra élő magyarokkal szövetkezett Simeon megtörésére. A bolgár cár a magyarokkal ellenséges besenyőket felhasználva vereséget mért őseinkre. Ez a kudarc szerepet játszott abban, hogy a magyarok a Kárpát-medencébe költöztek.

### Horvátok
Az Adria és a Száva közötti hegyes, erdős vidéken telepedtek le a 7. században a horvátok. Először az avarok alattvalói voltak, ebből a korból származik a báni méltóságnév (Baján avar vezér nevéből). A horvátok frank hatásra a nyugati kereszténységhez csatlakoztak, és ezzel bekerültek a nyugati kultúrkör vonzásába. A 10. században a pápaságra támaszkodva hozták létre államukat. I. László magyar király 1095-ben Magyarországhoz csatolta Horvátországot. Önálló államukat 1991-ben alapították meg újra.

### Szlovének
A szlovének függetlenségüket csak 1991-ben érték el. A Magyarországon és a Muravidéken élő szlovénokat vendeknek nevezik. Az egyes politikai csoportosulások (mint amilyen a magyarosító, vagy a revíziós) megpróbálták többször elérni, hogy a vendet nyilvánítsák szlovéntől külön álló népnek, ez azonban saját céljaikat szolgálta volna. Bővebben lásd: szlovének szócikk.
A vendek és a szlovének között inkább nyelvi (vend nyelv) és kulturális tekintetben van különbség, mert a vendek slovenci-nek vallják magukat az anyanyelvükön, akárcsak a szlovének. Az elkülönítésnek a fenti módozata abszolút helytelen, sőt inkább önös megoldás. A vendekre új kifejezésként ma már a pannon szlovén-t használják egyesek.
Van egy harmadik csoport is, amely szintén vita tárgya, a réziaiak, akik réziai nyelvet a szlovén másik elszakadt dialektusát beszélik.

### Macedónok
A mai macedónok családfája igen vegyes. Nyelvi és kulturális gyökereik a 6. századig nyúlnak vissza, mikor a szláv törzsek Macedónia területére vándoroltak, s ott letelepedtek. Több, a 20. század elején dolgozó kutató, így például William Z. Ripley, Coon[36] és Bertil Lundman[37] Macedónia szláv nyelven beszélő lakosságát bolgárokként jellemzi, s a két népességet gyakran ugyanazon alcsoportjába rakják a rassznak. H. N. Brailsfordhoz hasonlóan más írók szerint Macedónia szláv nyelven beszélő lakossága mind a szerbekhez, mind a bolgárokhoz köthető, de nemzeti öntudatukat nem lehet pontosan meghatározni. Brailsford szerint Északnyugat-Macedónia lakosságának egyes részei szerb, míg Ohrid népessége bolgár

## Keleti szlávok
A Dnyeper és a Volga forrásvidékének erdős, mocsaras táján élő szláv törzsek különböző fejlettségi szinten álltak. Északon és délen, ahol idegen népekkel érintkeztek, előrehaladt a törzsi szervezet bomlása, míg a belső, elmaradott területeken korszakunkban is az ősi, vérségi kötelékek a meghatározóak, és a halászat, vadászat biztosította a megélhetést. Fontos szerepet játszottak a Kelet-Európán át, a folyók (Dnyeper, Don, Volga) mentén húzódó kereskedelmi útvonalak, melyeken a kora középkorban a normannok (itt varégok) bonyolították le a forgalmat. A varég kereskedők, s egyben katonák és kalózok telepeket hoztak létre tevékenységük védelmére. Ezek a városok (Novgorod, Kijev) képezték a keleti szláv államok magvait. A térséget a novgorodi normann Rurik-család egyesítette. Oleg (879-912) megszerezte Kijevet, és birodalma központjává tette. Utódai fokozatosan leigázták a még független törzseket. Országuk a Kazár Birodalom és a Volga vidékét uraló bolgártörökök mellett Kelet-Európa jelentős hatalmává emelkedett. Az államhatalom megszilárdításában nagy szerepet játszott a kereszténység felvétele. Vlagyimir fejedelem (980-1015), aki bizánci hercegnőt kapott feleségül, népével együtt a keleti egyházhoz csatlakozott, így a kijevi államban (Kijevi Rusz) a szláv nyelvű liturgia terjedt el.
A kisebbik vagyis keleti törzset antoknak, a nyugat felé eső nagyobbikat szlovéneknek nevezték. A két törzs között a Dnyeszter folyam volt a határ. Az antok elnevezést azonban a 6–8. századra kizárólag a történetírók használták, és ez valószínűleg egyszerűen ragadványnév volt, amellyel idegenek ruházták fel ezt a törzset, mert később teljesen kiveszett a használatból. Annál erősebben tartotta magát a szlovén név, amellyel még a 12. században is nevezték az Ilmeny-tó körül lakó szlávokat, és amelyet kezdetben a Balkán-félszigeti szláv népek is használtak.

### Oroszok
Az oroszok a 8. században telepedtek le a mai területen. A varégok által 892-ben alapított Kijevi Rusz nyomán létrejött az orosz Kijevi Nagyfejedelemség.  
Nagyhatalmi szerepük a 18. században alakult ki.

### Ukránok
Az oroszokkal és belaruszokkal közös őseiktől a 14–15. században különültek el, nemzetté alakulásuk a 17–19. században ment végbe.

### Fehéroroszok
Egy időben váltak el a közös őseiktől, mint az oroszok és az ukránok. A belarusz nyelv őse a rutén nyelv volt. A belarusz nemzetállam az első világháború után alakult ki.

### Ruszinok
A ruszinok elsősorban Kárpátalján és a szomszédos területeken, Kelet-Szlovákiában, Délkelet-Lengyelországban és Észak-Romániában élnek, innen települtek szórványaik a 18. században a Délvidékre. Vajdaságban és Nyugat-Romániában egy-egy településen ma is többséget vagy jelentős kisebbséget alkotnak (bácskai, illetve szerémségi ruszinok). A 19. században tömegesen vándoroltak ki az Egyesült Államokba és Kanadába. Ukrajnában lélekszámuk egymillió fő körül van.

## Kihalt szláv népek

### Narentinok
A Dalmácia és Zahumlje közti Paganiában letelepedett szláv törzs, a narentinok felelevenítették az illír kalózkodás hagyományát. Egy idő után az Adriai-tengeren senki nem hajózhatott biztonságban. 642-ben lerohanták Dél-Itáliát és megtámadták a beneventói Sipontét. A narentin kalózok főképp akkor bátorodtak fel, amikor a velencei flotta éppen nem tartózkodott az Adrián, például amikor a velenceiek 827-ben Szicíliába indítottak hadjáratot. Amint a velencei flotta visszatért, a narentinok ideiglenesen megjuhászodtak, szerződést írtak alá Velencével és pogány vezetőjük kikeresztelkedett. 834-ben vagy 835-ben azonban megszegték a szerződést és újra fosztogatni kezdték a Beneventóból visszatérő velencei kereskedőket. Velence büntető akciói 839-ben és 840-ben kudarcot vallottak. Az arabokkal együtt a narentin kalózok egyre gyakrabban támadták meg a velenceieket, sőt 846-ban magára Velencére törtek és kifosztották Caorle lagúnavárosát.